# El Cua
El Cua es un municipio del departamento de Jinotega en la República de Nicaragua. Fundado en el año de 1989.
El pueblo de El Cua es la cabecera municipal.
Es el municipio de más reciente formación de Nicaragua, porque hasta hace poco formaba parte del municipio denominado Cua-Bocay, mismo que por decreto legislativo fue dividido en los municipios de El Cua y San José de Bocay.

## Geografía
El Cua se encuentra ubicado a una distancia de 73.7 kilómetros de la ciudad de Jinotega por la carretera NIC-57, y a 255 kilómetros de la capital de Managua.
- Altitud: 600 m s. n. m.
- Superficie: 636.9 km².
- Latitud: 13° 22′ 3″ N
- Longitud: 85° 40′ 24″ O.

### Límites
Limita al norte con los municipios de Güigüilí y San José de Bocay, al sur con los municipios de El Tuma - La Dalia y Rancho Grande, al este con el municipio de Guaslala y al oeste con los municipios de Santa María de Pantasma y Jinotega.
Presenta un relieve accidentado con áreas montañosas de abundante vegetación, alturas muy variables que van de los 300 m s. n. m. (río Coco), hasta alturas superiores a los 1745 m s. n. m. en el macizo de Peñas Blancas y el cerro de Kilambé. Posee numerosos ríos de caudal permanente, con alto potencial para la generación de energía hidroeléctrica, abundantes especies de peces y crustáceos que forman parte de la dieta alimenticia de la población.
Por su caudal y longitud se destacan los ríos siguientes: Cua, Gusanera, Bocay (navegable), Lakus y el río Coco o Segovia en su cuenca alta, que sirve de línea fronteriza internacional entre Nicaragua y Honduras.

## Historia
Inicialmente se conoció al municipio con el nombre de Distrito de Bocay, siendo residencia oficial de las autoridades del desaparecido Distrito de Bocay, todavía en 1897. Tuvo sus primeros pobladores indígenas procedentes de un tronco racial antiquísimo, los caribíes, conocidos siglos después como Chontales o Pueblo Extranjero.
En la época que se anexó el distrito de Bocay al departamento de Jinotega, el territorio municipal se encontraba despoblado y con una inmensa extensión territorial rica en recursos naturales y con relieve variado. El territorio del Cua-Bocay por mucho tiempo fue parte integrante del municipio de Jinotega, hasta el año de 1989 en que se crea el municipio del Cua-Bocay, de acuerdo con la Ley de División Política Administrativa, emitida por la Asamblea Nacional.

## Demografía
El Cua tiene una población actual de 61,689 habitantes. De la población total, el 51.1% son hombres y el 48.9% son mujeres. Casi el 18.3% de la población vive en la zona urbana.

## Naturaleza y clima
Según la clasificación climática de Köppen, el municipio tiene un clima tropical de sabana. 
Las temperaturas oscilan entre los 24 a 25 °C, las precipitaciones son abundantes entre 1600 a 2000 mm anuales, la estación en el periodo de invierno dura aproximadamente ocho meses y el resto es estación seca.
El crepúsculo civil matutino o amanecer se presenta más temprano a las 4:53 a. m. del 29 de mayo al 9 de junio y del 21 al 31 de enero se presenta más tarde a las 5:49 a. m. El crepúsculo civil vespertino o anochecer se presenta más temprano del 13 al 24 de noviembre a las 5:28 p. m. y del 2 al 15 de julio se presenta más tarde a las 6:29 p. m.

## Localidades
El municipio se encuentra dividido en tres zonas bien diferenciadas que responden a las características físicos naturales relevantes, a las cuales la población responde de acuerdo a su distribución:
- Zona Sur: El Cua conformada por 11 comarcas y 74 comunidades.
- Zona Central: San José de Bocay conformada por 12 Comarcas y 63 comunidades.
- Zona Norte: Ayapal conformada por 13 Comarcas y 50 Comunidades.

## Economía
La principal actividad agropecuaria está en la agricultura (café, frijol, maíz, papa, plátano, cebolla, tomate, repollo y cacao) y en la ganadería (bovina, porcina y caprina) para su comercialización.
Existen alrededor de 4000 propietarios de tierras, la mayoría son pequeños productores con fincas de menos de 20 manzanas, la actividad agrícola es base del sostenimiento familiar.